# Amel-sur-l’Étang
Amel-sur-l’Étang település Franciaországban, Meuse megyében. Lakosainak száma 150 fő (2022. január 1.). Amel-sur-l’Étang Étain, Éton, Foameix-Ornel, Rouvres-en-Woëvre és Senon községekkel határos.

## Népesség
A település népességének változása:
| Lakosok száma | 227  | 168  | 132  | 164  | 174  | 167  | 151  | 146  | 144  | 150  |
|               | 1968 | 1982 | 1990 | 2006 | 2013 | 2015 | 2017 | 2019 | 2020 | 2022 |